# Битва при Вероні (312)
Битва при Вероні сталася в 312 році біля Верони між силами двох римських імператорів: Костянтина Великого та Максенція. Армія Максенція за його відсутністі була розбита, а командувач війська, Рурицій Помпеян, загинув під час бою. Цій битві передувала перемога Костянтина в битві при Турині, а завершилася кампанія подальшою битвою біля Мульвійського мосту.

## Передумови

### Криза Тетрархії
Тетрархія, система влади Римської імперії на початку IV століття, спиралася на одночасне правління чотирьох осіб. В кожній частині країни (на Заході та Сході) володарювали два правителі: старший (імператор) та молодший (цезар).
У 305 році чинні імператори Діоклетіан і Максиміан добровільно зреклися престолу, передавши повноваження своїм цезарям — Галерію та Констанцію Хлору. На звільнене місце цезарів одразу були призначені Север II і Максимін Даза. З іншого боку, Максенцій та Костянтин, що були синами Максиміана та Констанція Хлора відповідно, не отримали очікуваного місця при владі. В тетрархічній системі влади сталася відверта криза, що поклала початок так званим Громадянським війнам Тетрархії.
Одразу після смерті Констанція Хлора у 306 році на звільнене місце західного імператора Галерій призаначив цезаря Севера II. Проте, війська Констанція, що залишилися без командувача, проголосили своїм імператором його сина — Костянтина. Інший імператор Галерій, хоч і був розгніваний цим вчинком, усе-таки визнав легітимність Костянтина, надавши йому натомість титул цезаря, а не імператора; Костянтин з цим погодився.
Визнання Галерієм влади Костянтина надихнуло Максенція теж проголосити себе імператором. Втім, у цьому разі Галерій не визнав право Максенція на владу та направив до нього в Рим військо на чолі з імператором Севером II. У відповідь на це Максенцій викликав з відставки свого батька, Максиміана, що знову став імператором.
Незабаром в Італії батько та син завдали поразки армії Севера, який потрапив у полон та загинув. Тоді Галерій вирішив самостійно розібратися з Максенцієм, проте теж зазнав поразки і хутко покинув півострів. Так Максенцій здобув фактичний контроль над Італією та суміжними провінціями.
Згодом взаємини між Максенцієм та його батьком стали погіршуватися. Несподівано для Максиміана їхнє військо стало на бік його сина. Тому Максиміан покинув Італію та вирушив до Костянтина, єдиної людини, готової його прийняти. Задля зміцнення свого положення Максиміан уклав формальний союз із Костянтином, видавши за нього заміж свою дочку Фаусту.
Дочекавшись відлучення Костянтина, Максиміан розпустив чутки про його смерть і втретє проголосив себе імператором. Тільки-но Костянтин дізнався про зраду Максиміана, він швидко повернувся з військової кампанії. Після того, як Костянтин штурмував Массілію, де забарикадувався Максиміан, він взяв свого тестя у полон та змусив того скоїти самогубство.
Незабаром взаємини між Костянтином і Максенцієм теж стали погіршуватися. Хоча обидва імператори і були швагерами, Максенцій привселюдно поклявся помститися Костянтину за смерть батька. Костянтин натомість змусив Євтропію, матір Максенція, зізнатися, що Максенцій ніби-то не був рідним сином Максиміана. Цей факт дозволив Костянтину виступати як законному імператору проти узурпатора Максенція.

### Похід Костянтина
Костянтин вирушив зі своїх володінь на Заході імперії з військом у 40 тис. осіб і перетнув Альпи у перевалі Мон-Сені. У відповідь на це Максенцій укріпився в Римі, покладаючись на велику військову силу, що була в Італії. Перший опір своєму вторгненню Костянтин зустрів у місті Сегузій (теперішня Суза, Італія). Він наказав своїм солдатам підпалити міські ворота та атакувати оборонні стіни. Костянтин швидко захопив місто, проте заборонив своєму війську його пограбування, і просунувся далі, до північної Італії.
Першим протистоянням між арміями двох імператорів стала битва при Турині, що завершилася рішучою перемогою Костянтина. Відтоді багато міст північної Італії присягнули на вірність переможцю. Мешканці Медіолану зустріли військо Костянтина відкритими воротами, дозволивши його солдатам перебувати в місті до літа 312 року. Після цього Костянтин вирушив далі на схід, де розбив ворожі кавалерійські сили, що таборували поблизу Брешії.

## Битва

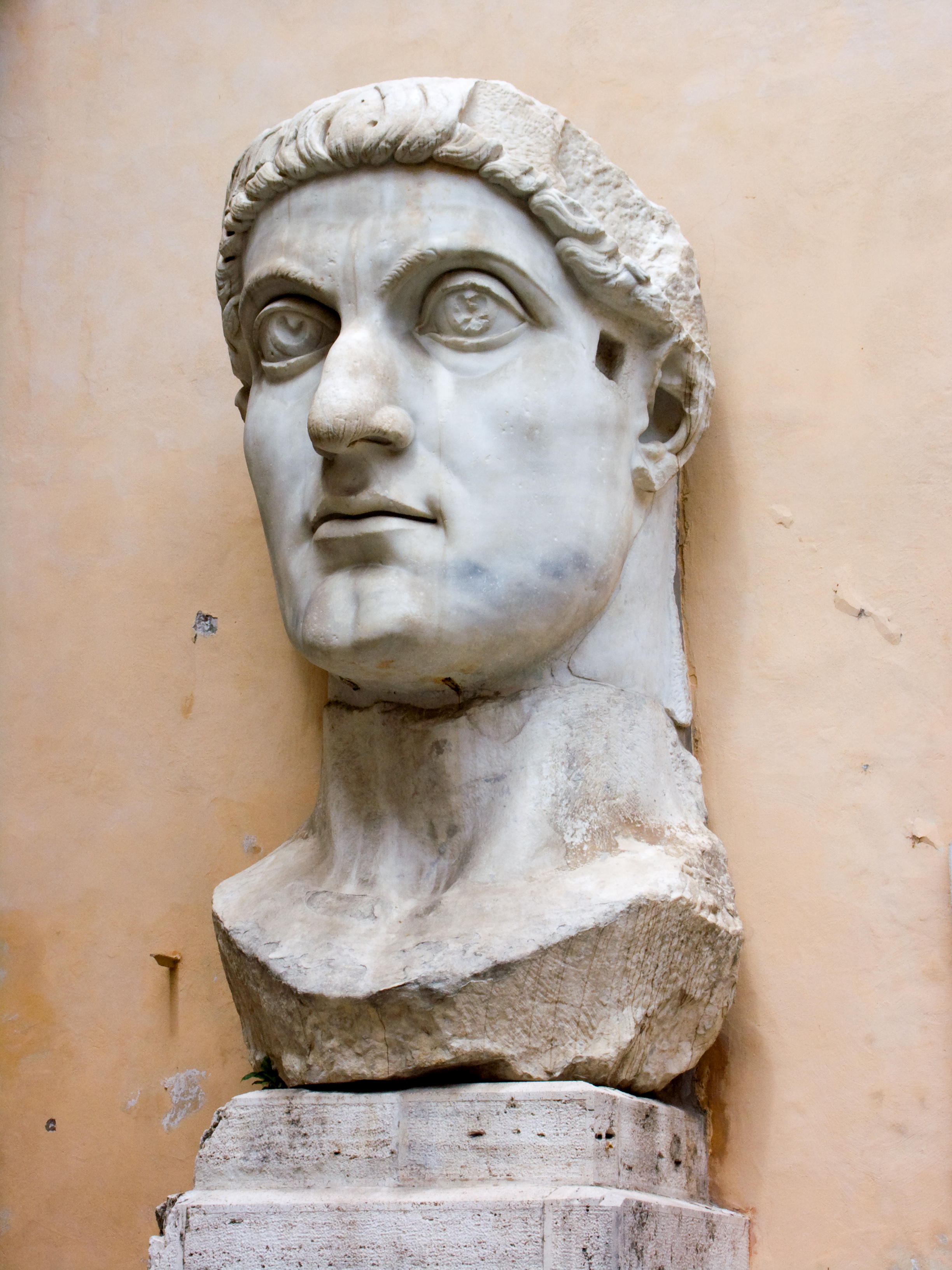
Колос Костянтина, що зберігається в Капітолійських музеях у Римі

Після переходу до Костянтина Медіолана місто Верона стало найважливішим опорним пунктом Максенція на півночі Італії. Верона мала стратегічно вдале положення, оскільки була оточена з трьох сторін річкою Адідже, а її міські укріплення становили велику перешкоду для нападаючих. 
Найбільш здібний полководець Максенція та його префект преторія Рурицій Помпеян зібрав велику армію з солдатів, що перебували в регіоні Венето, та зосередив своє військо у Вероні. Костянтин наказав своїм військам оточити Верону та приготуватися до її облоги. Втім, Помпеян вивів свою армію за межі міста, де запропонував битву силам Костянтина. Несподівано військо Костянтина розбило армію Помпеяна, змусивши її повернутися назад, до міста.
Здобувши швидкий успіх, Костянтин одразу почав прориватися до Верони. Помпеян, якому вдалося втекти з міста перш, ніж атака була завершена, вирушив на схід за підкріпленням. Незабаром він повернувся зі значними силами, змусивши Костянтина битися на два фронти.
У відповідь на це Костянтин негайно почав наступ. Заливши частину своєї армії для продовження облоги міста, Костянтин атакував підкріплення Помпеяна. Відомо, що Костянтин особисто керував своїми силами на полі бою, надихаючи своїм безстрашним прикладом власних солдатів. 
Помпеян був убитий в ході бою, а його сили були швидко розбиті. Солдати Максенція, що залишалися в місті, були деморалізовані поразкою їхнього підкріплення і незабаром капітулювали.

## Наслідки
Після капітуляції Верони вся протидія Костянтину на півночі Італії зазнала краху. До того ж, міста Етрурії та Умбрії дозволили Костянтину безперешкодно здійснити прохід їхньою територією. У визначній битві біля Мульвійського мосту, безпосередньо за Римом, Костянтин останнього разу завдав поразки Максенцію. Максенцій загинув під час бою, а Костянтин став одноосібним правителем західної частини Римської імперії.